# Редуленій-Ной
Редуленій-Ной (рум. Rădulenii Noi) — село у Флорештському районі Молдови. Входить до складу комуни, адміністративним центром якої є село Алексєєвка.

## Населення
За даними перепису населення 2004 року у селі проживали 55 осіб.
Національний склад населення села:
| Національність | Кількість осіб | Відсоток |
| -------------- | -------------- | -------- |
| молдавани      | 32             | 58,2%    |
| українці       | 21             | 38,2%    |
| росіяни        | 2              | 3,6%     |
| Всього         | 55             | 100%     |